# Williamsburg (Massachusetts)
Williamsburg és un poble dels Estats Units a l'estat de Massachusetts. Segons el cens del 2000 tenia 2.427 habitants.

## Demografia
Segons el cens del 2000, Williamsburg tenia 2.427 habitants, 1.027 habitatges, i 658 famílies. La densitat de població era de 36,6 habitants/km².
Dels 1.027 habitatges en un 29,4% hi vivien nens de menys de 18 anys, en un 51,7% hi vivien parelles casades, en un 8,8% dones solteres, i en un 35,9% no eren unitats familiars. En el 25,1% dels habitatges hi vivien persones soles el 9,1% de les quals corresponia a persones de 65 anys o més que vivien soles. El nombre mitjà de persones vivint en cada habitatge era de 2,36 i el nombre mitjà de persones que vivien en cada família era de 2,88.
Per edats la població es repartia de la següent manera: un 21,3% tenia menys de 18 anys, un 5% entre 18 i 24, un 29,4% entre 25 i 44, un 31,4% de 45 a 60 i un 12,9% 65 anys o més.
L'edat mediana era de 42 anys. Per cada 100 dones de 18 o més anys hi havia 89,2 homes.
La renda mediana per habitatge era de 47.250 $ i la renda mediana per família de 55.833$. Els homes tenien una renda mediana de 36.977 $ mentre que les dones 28.906$. La renda per capita de la població era de 25.813$. Entorn de l'1,2% de les famílies i el 5,5% de la població estaven per davall del llindar de pobresa.